# Отман-Боздаг
Отман-Боздаг (азерб. Otman Bozdağ palçıq vulkanı) – грязевой вулкан, расположенный на Апшеронском полуострове, в 35 километрах от столицы Азербайджана – города Баку. Последнее извержение вулкана произошло утром 23 сентября 2018 года. Высота пламени составляла 200—300 метров. На участке образовалось много трещин глубиной до 40 метров.